# Festuca capillifolia
Festuca capillifolia är en gräsart som beskrevs av Léon Dufour, Johann Jakob Roemer och Schult.. Festuca capillifolia ingår i släktet svinglar, och familjen gräs. Inga underarter finns listade i Catalogue of Life.